# Love Suicide
Love Suicide è un brano musicale pubblicato dal rapper britannico Tinie Tempah, in radio e disponibile per il download digitale dal 17 ottobre 2011. Il brano è eseguito in collaborazione con la cantante Ester Dean ed è stato prodotto dai produttori norvegesi Stargate.